# Mastophora soberiana
Mastophora soberiana är en spindelart som beskrevs av Levi 2003. Mastophora soberiana ingår i släktet Mastophora och familjen hjulspindlar.
Artens utbredningsområde är Panama. Inga underarter finns listade i Catalogue of Life.